# Милосская гадюка
Милосская гадюка (лат. Macrovipera schweizeri) — вид ядовитых змей рода гигантских гадюк семейства гадюковых. Легко идентифицируется по сравнению с другими видами по ряду отличительных особенностей. Популяция насчитывает несколько тысяч особей, из которых большая часть обитает на острове Милос.

## Распространение
Распространена на островах архипелага Киклады в Эгейском море — Милос, Кимолос, Полиагос, Сифнос (Греция). По оценкам 2021 года, предполагаемая общая численность на острове Милос составляет около 3 тыс. особей, из которых 2,5 тыс. сконцентрированы в западной части острова. Численность гадюк на каждом из остальных островов ареала не превышает нескольких сотен особей.

## Описание
Длина взрослых гадюк от 35 до 80 см, что существенно меньше, чем у близкородственной гюрзы (которая, помимо прочего, населяет находящиеся недалеко от Киклад Кипр и Турцию). Голова закруглена на конце, большие щитки на верхней части головы и вокруг глаз отсутствуют. Имеются 2—3 ряда маленьких чешуек между глазами и большими щитками, образующими верхнюю губу. Обычно 23 (реже 21—25) рядов чешуи в средней части тела. Брюшных чешуй у самцов 142—163, у самок 148—164.
Окраска тела близка к таковой у гюрзы: весьма разнообразная, но, как правило, не очень яркая. Самки чаще всего коричневатого цвета, в то время как самцы светлее, скорее серые. При этом весной у обоих полов окрас приобретает более насыщенные оттенки: до соломенно-жёлтого у самок и светло-серого у самцов. Обычно имеются четыре ряда пятен на теле — два средних объединяются вдоль позвоночника у взрослых особей. Некоторые гадюки имеют окраску кирпичного цвета. Молодые змеи обычно голубовато-серого цвета, с четырьмя группами тёмно-зелёных, оливковых пятен, две центральные на спине обычно не пересекаются. Брюхо бледное, покрытое темными пятнышками, кончик хвоста с нижней стороны иногда жёлтый. Самцы, как правило, раскрашены более контрастно.

## Образ жизни

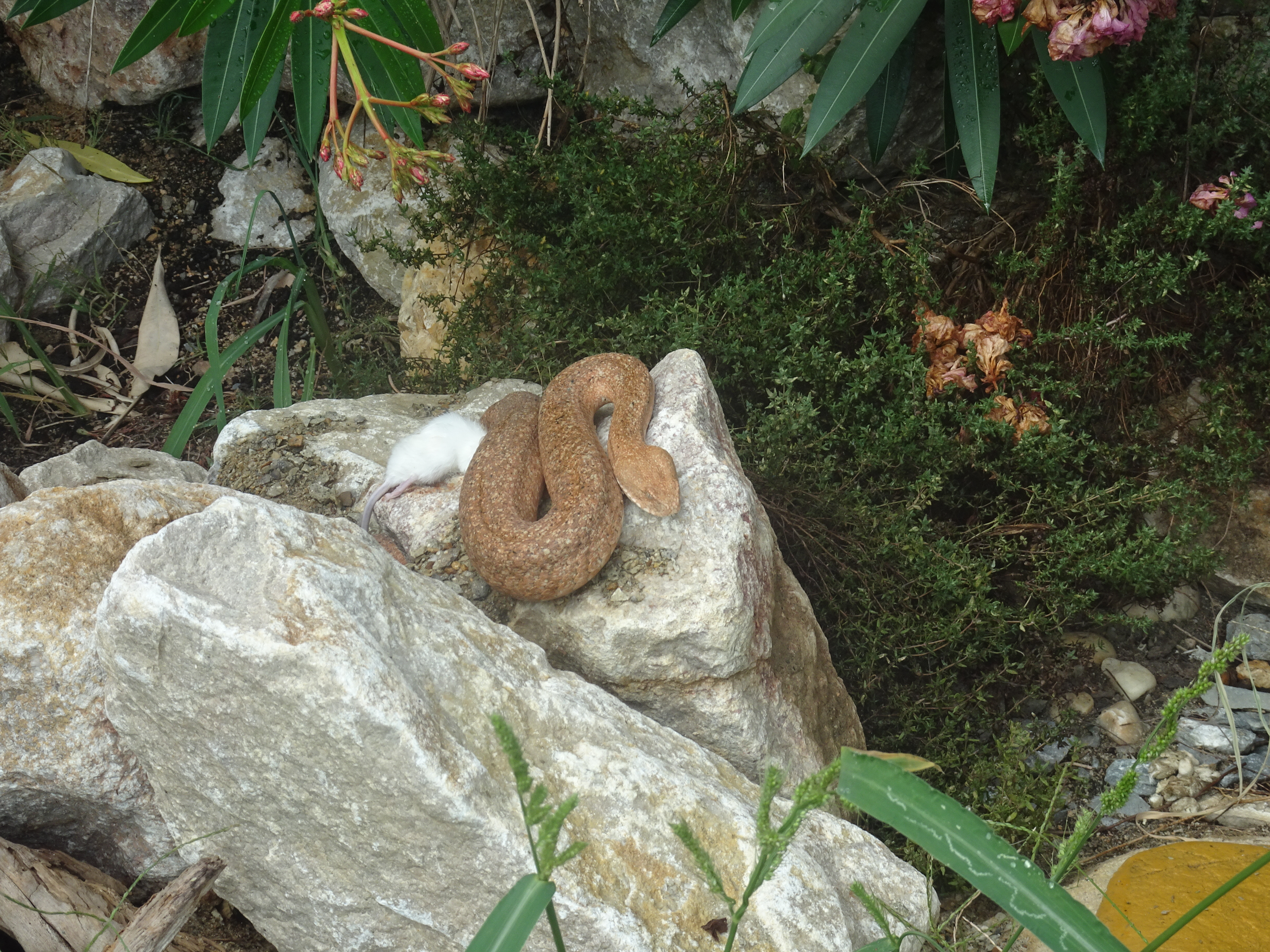
В зоопарке города Пльзень. Интерьер террариума воспроизводит типичный биотоп змеи

Занимает покрытые густой растительностью биотопы, чаще всего заросли маквиса с открытыми каменистыми выступами, также болота и культивируемые ландшафты. Выше 400 м над уровнем моря не поднимается. В период размножения в середине мая змея, как правило, концентрируется вблизи ручьёв либо на дне долин. В жаркие дни в основном активна ночью, в другое время года круглые сутки, хотя в светлое время суток всё же более пассивна.
Молодые особи питаются ящерицами (милосская ящерица, европейский гологлаз, средиземноморский тонкопалый геккон, турецкий полупалый геккон, трёхлинейчатая ящерица). Взрослые особи охотятся на птиц, реже на ящериц и некрупных чёрных крыс. Птицы становятся добычей чаще всего во время межсезонной миграции; гадюки охотятся на них, поджидая из засады в кустах. Укушенные птицы удерживаются в зубах до тех пор, пока не погибнут от последствий яда.
Macrovipera schweizeri — единственная в Европе яйцекладущая гадюка, кладка составляет 4—11 яиц размером 35—47 мм. Детеныши появляются через 5-7 недель. Укус этой змеи опасен для человека, укушенный должен немедленно обратиться за медицинской помощью.

## Природоохранный статус
Красная книга Международного союза охраны природы рассматривает милосскую гадюку как вымирающий вид (категория EN). Основной угрозой существования называют добычу полезных ископаемых: на острове работают более 200 шахт, добывающих барит, бентонит, каолин, марганец и перлит. Развитие туризма привело к увеличению дорожного движения, и множество гадюк гибнет под колёсами автомобилей. Для сохранения вида власти острова оборудуют туннели под дорожным полотном, которыми пользуются змеи. Существует договорённость с работниками шахт об уменьшении трафика, особенно в ночное время.